# Route 18 (Manitoba)
La Route 18 (PTH 18) est une route provinciale du Manitoba. La route relie la frontière canado-américaine près de Lena à la route 2 près de Wawanesa en suivant une orientation sud / nord.

## Description du tracé
La route 18 débute à la frontière canado-américaine comme prolongement de la ND-30. La route se dirige vers le nord et passe par Lena près d'où elle entame un multiplex avec la route 3 vers le nord. Le multiplex atteint Killarney, où les routes se séparent. La route 18 continue vers le nord jusqu'aux environs de Ninette, où elle rencontre la route 23. Les routes forment un court multiplex et la route 18 poursuit son trajet vers le nord. C'est au sud-est de Wawanesa qu'elle rencontre la route 2 et qu'elle prend fin.

## Intersections majeures
| Division                                      | Ville                       | km    | Destinations                              | Notes                                     |
| --------------------------------------------- | --------------------------- | ----- | ----------------------------------------- | ----------------------------------------- |
| No. 5                                         |                             | 0,00  | ND-30 sud – Rolla                         | Continue au Dakota du Nord                |
| No. 5                                         | Frontière canado-américaine | 0,00  |                                           |                                           |
| No. 5                                         | Lena                        | 8,30  | PR 341 ouest                              | Terminus est de la PR 341                 |
| No. 5                                         |                             | 9,90  | PTH-3 est – Pilot Mound                   | Terminus sud du multiplex avec la PTH-3   |
| No. 5                                         | Killarney                   | 19,20 | PTH-3 ouest – Deloraine                   | Terminus nord du multiplex avec la PTH-3  |
| No. 5                                         |                             | 28,60 | PR 253 est – Pleasant Valley              | Terminus ouest de la PR 253               |
| No. 5                                         |                             | 44,20 | PTH-23 ouest – Minto, Hartney             | Terminus sud du multiplex avec la PTH-23  |
| No. 5                                         | Ninette                     | 46,30 | PTH-23 est – Belmont, Swan Lake           | Terminus nord du multiplex avec la PTH-23 |
| No. 7                                         |                             | 64,60 | PTH-2 (Red Coat Trail) – Souris, Treherne |                                           |
| - Terminus de multiplex - Transition de route |                             |       |                                           |                                           |